# Ramón Fonseca Mora
Ramón Fonseca Mora (Ciudad de Panamá, 14 de julio de 1952-Ciudad de Panamá, 8 de mayo de 2024) fue un abogado y escritor panameño. Socio del bufete Mossack  Fonseca, fue principal protagonista del Caso Papeles de Panamá y su implicación en la gestión fraudulenta de los paraísos fiscales.

## Biografía
Estudió Derecho y Ciencias Políticas en la Universidad de Panamá y la Escuela de Economía y Ciencia Política de Londres. Trabajó en la sede de la Organización de las Naciones Unidas en Ginebra, Suiza.[cita requerida]
En 1977 fundó junto a Jürgen Mossack, la empresa Mossack Fonseca, firma implicada en el escándalo de los Panama Papers.[cita requerida]
A partir del 1 de julio de 2009 y gracias a la alianza entre el Partido Panameñista y Cambio Democrático, ostentó el cargo de Ministro Consejero del entonces presidente Ricardo Martinelli hasta finales de 2011, donde públicamente deja ver diferencias de criterios con el mandatario.[cita requerida]
En julio de 2011 ejerció el cargo de vicepresidente del Partido Panameñista y se convirtió en principal aliado económico de Juan Carlos Varela,[cita requerida] logrando el triunfo de su partido en las elecciones del 2014.
Desde 2015 realizó importantes cuestionamientos contra la administración Varela siendo aun parte del gabinete presidencial.[cita requerida]
El 9 de febrero de 2017 fue conducido voluntariamente ante el Ministerio Público de Panamá, donde también declaró a su llegada la presunta implicación del mandatario Juan Carlos Varela en escándalos de corrupción con el consorcio Odebrecht.
El 10 de febrero de 2017 fue detenido provisionalmente junto con Jürgen Mossack, debido a investigaciones al bufete de abogados, que quedó incluido dentro de la Operación Lava Jato en Brasil. Ambos abogados estaban siendo investigados por las autoridades judiciales panameñas por blanqueo de capitales, sin embargo, el 21 de abril de 2017 se les concedió una fianza de excarcelación por medio millón de balboas y cambio de medida a impedimento de salida del país sin autorización judicial, hasta concluir las investigaciones.
Junto con Jürgen Mossack estuvo siendo juzgado desde el 26 de junio de 2023 en un tribunal de la capital panameña por presunto blanqueo de capitales. La fiscalía pidió para ellos hasta 12 años de cárcel por ocultar activos vinculados al caso "Lava Jato". Además, solicitó condenas para otras 26 personas y la absolución de otros cuatro imputados.

### Fallecimiento
Fonseca falleció el 8 de mayo de 2024 en un hospital de la Ciudad de Panamá, tras una larga enfermedad. Tenía 71 años de edad.

## Ámbito literario
Fonseca obtuvo el Premio Ricardo Miró en dos ocasiones por las novelas La danza de las mariposas (1994) y Soñar con la ciudad (1998).
Ojitos de Ángel, es un bestseller en Panamá, Perú y Venezuela, con ventas que superan los 75 000 ejemplares.
Por otro lado, fue socio fundador y primer presidente de la Cámara Panameña del Libro, y presidente de la Fundación Ojitos de Ángel, creada en 2007.